# جاي روك
جاي روك (بالإنجليزية: Jay Rock) (و. 1986  م) هو كاتب أغاني، ومغني راب أمريكي، بدأ مشواره المهني سنة 2005.

## جوائز
حصل على جوائز منها:
- جائزة غرامي.

## روابط خارجية
- جاي روك على موقع IMDb (الإنجليزية)
- جاي روك على موقع ميوزك برينز (الإنجليزية)
- جاي روك على موقع أول ميوزيك (الإنجليزية)
- جاي روك على موقع أول ميوزيك (الإنجليزية)
- جاي روك على موقع ديسكوغز (الإنجليزية)
- جاي روك على موقع ديسكوغز (الإنجليزية)
- جاي روك على موقع قاعدة بيانات الفيلم (الإنجليزية)